# Age of Mythology: Extended Edition
Age of Mythology: Extended Edition ist ein Echtzeitstrategie-Spiel, das von SkyBox Labs entwickelt und von Microsoft Studios 2014 für Microsoft Windows veröffentlicht wurde. Es ist ein Remaster von Age of Mythology, das von Ensemble Studios entwickelt wurde und 2002 erschien.

## Entwicklung
Im Frühjahr 2014 ging aus einem Developer Live Stream von Microsoft hervor, dass es bald eine sogenannte Extended Version des Spiels geben solle. Die Extended Edition beinhaltet neben den schon bekannten Inhalten der vorherigen Versionen u. a. animierte Tag-Nacht-Zyklen, neue Wassereffekte, globales Licht, Kantenglättung sowie Integration mit dem Steam Workshop und Twitch. Die neue Grafikengine setzt DirectX 10 voraus. Enthalten ist auch Erweiterung Age of Titans und die Golden-Gift-Kampagne.

## Rezeption
Die Resonanz auf die Neuauflage war eher verhalten. Die deutsche Computerspielezeitschrift GameStar bezeichnete die Extended Edition als „unnötige, kaum verbesserte Neuauflage“ und kritisierte die wenigen Neuerungen und die Grafik. Eurogamer gab sich ähnlich enttäuscht wie zuvor bei der Age of Empires II: HD Edition. Die Texturen seien schwach. Lediglich die Effekte seien leicht verbessert worden. Auch das Bevölkerungslimit und die Spielbalance bliebe unangetastet. Felix Schütz von PC Games kritisierte das Preis-Leistungs-Verhältnis. Die grafischen Verbesserungen gingen nicht weit genug, die Steuerung sei veraltet und der Mehrspielermodus sei unausgereift.